# Esteban Burgos
Esteban Rodrigo Burgos (ur. 8 stycznia 1992 w Salcie) – argentyński piłkarz występujący na pozycji obrońcy w América Mineiro.